# Imari

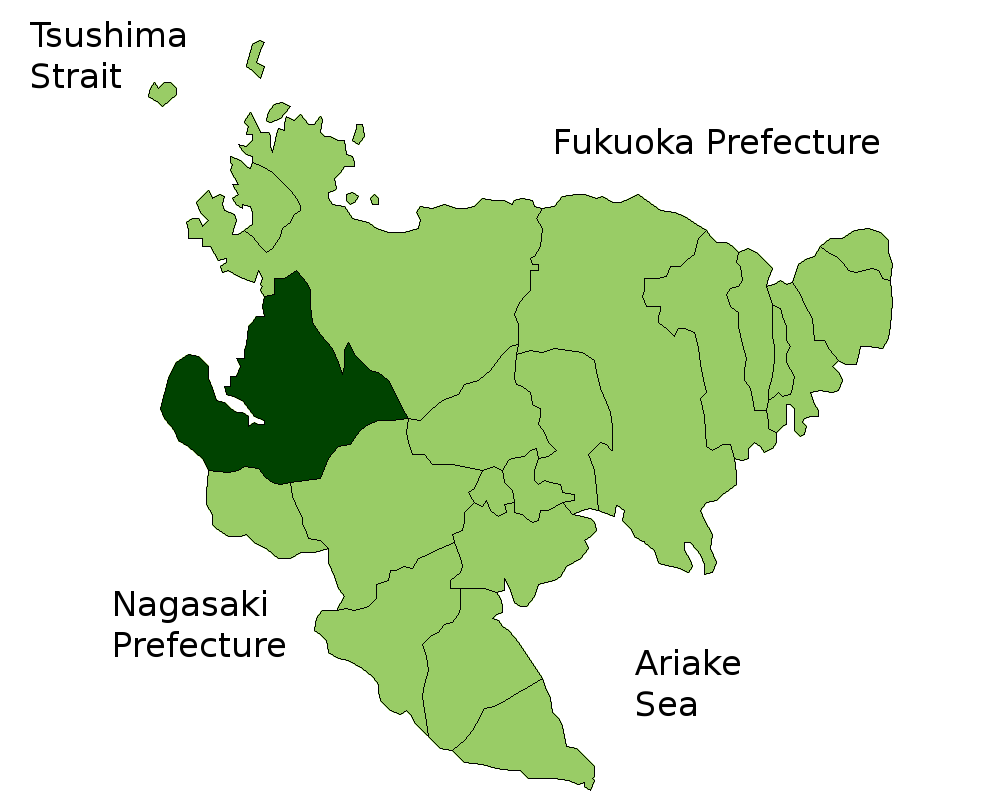

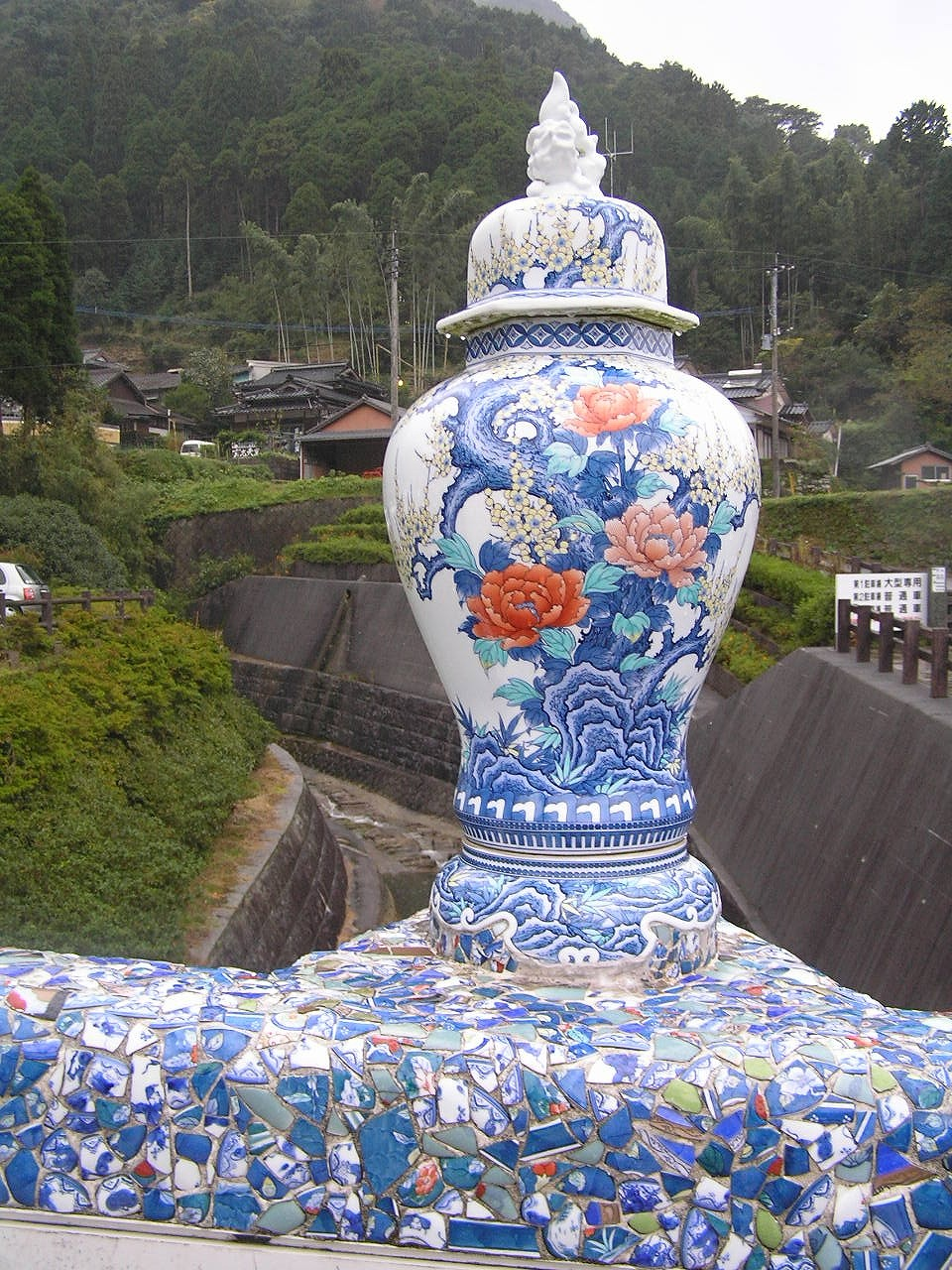
Porţelan reprezentativ pentru Imari

Imari (伊万里市 Imari-shi?) este un municipiu din Japonia, prefectura Saga.